# Viktorsfeld
Die Grube Viktorsfeld lag in Burbacher Gemarkung im südlichen Siegerland. Die Grube war eine der größeren Gruben im Buchhellertal.
In den vier Gangmitteln der Grube kamen Schnüre und Nester von Bleiglasurerzen, gering auch mit Zinkblende und Kupferkies vor. Der Liegende Gang war 200 m lang und bestand aus zwei Mittel. Diese Mittel waren 0,05 m mächtig und bestanden größtenteils aus Glasurerzen. Die beiden Mittel im Hangenden Gang waren 140 m lang und enthielten 0,025–0,15 m mächtige Schnüre.
1712 wurde die Grube erstmals erwähnt. Im 18. Jahrhundert wurde ein Stollen angelegt. Sie war bis 1817 in Betrieb und erhielt bei ihrer Wiederinbetriebnahme 1832 verschiedene Namen: Bleiberg, Glasurberg, Victorsfeld. Tiefbau wurde ab 1841 betrieben und damit der Stollenbau abgelöst. Der Schacht wurde bis 1862 angelegt, hatte eine Größe von 2,6 × 4 m und eine Teufe von 95 m. Ab 1852 wurde eine Dampfmaschine mit 36 PS zur Förderung und eine Wassersäulenmaschine mit 20 PS zur Wasserhaltung eingesetzt. Zwischen 1841 und 1862 wurden im Tiefbau 495 t Bleiglasurerze, 4 t Zinkerze und 2,5 t Eisenerze gefördert.
Die Grube hatte einen belgischen Eigentümer und 54 Belegschaftsmitglieder. Gefördert wurden Bleiglasurerze, Zinkerz und Eisenstein. 1862 wurde die Grube Viktorsfeld stillgelegt. 1865 wurde der Grubenbesitz von der nahegelegenen Peterszeche aufgekauft.